# Mars 1905

## Événements
- Le Royaume-Uni reconnaît l’indépendance de l’Afghanistan.

- 3 mars :
  - Russie : le tsar annonce des réformes et invite la population et les organisations à présenter aux autorités leurs propositions en vue d’améliorer le fonctionnement de l’État et la situation du peuple.
  - Premier salon de l'automobile de Genève.

- 21 mars, France : la loi, préparée par le général André, impose le service militaire comme personnel, égal et obligatoire, mais abaisse sa durée à deux ans. Elle introduit la notion de sursis du service militaire.

- 23 mars : à la suite de la démission de Simon-Napoléon Parent, Lomer Gouin (libéral) devient premier ministre au Québec.

- 28 mars : fin de l'intervention américaine en République dominicaine, sans doute initiée pour éviter une intervention allemande. Le pays, alors incapable de rembourser ses créanciers étrangers, devient un protectorat des États-Unis.

- 31 mars : coup de Tanger : à Tanger l’empereur Guillaume II d'Allemagne s’oppose à la pénétration française au Maroc.

## Naissances
- 2 mars : Radu Gyr, poète, journaliste militant et dramaturge roumain († 29 avril 1975).
- 14 mars : Raymond Aron, philosophe, sociologue, politologue, historien et journaliste français († 17 octobre 1983).
- 19 mars : Albert Speer, architecte et ministre de l'Allemagne nazie († 1er septembre 1981).
- 23 mars : Paul Grimault, réalisateur français de dessins animés. († 29 mars 1994).
- 25 mars : Elisabetta Martinez, religieuse italienne, fondatrice, bienheureuse († 8 février 1991).
- 26 mars : Štěpán Trochta, cardinal tchèque, évêque de Litoměřice († 6 avril 1974).
- 31 mars : Robert Stevenson (réalisateur), réalisateur américain, († 30 avril 1986).

## Décès
- 4 mars : Eugène Plasky, peintre belge (° 22 juillet 1851).
- 24 mars : Jules Verne, écrivain français.